# 유나이티드 센터
유나이티드 센터(영어: United Center)는 미국 일리노이주 시카고에 위치한 실내 경기장이다. NBA 시카고 불스와 NHL 시카고 블랙호크스의 홈경기장으로 사용되고 있다. 20,917명으로 현재 NBA 30개 경기장 중 많은 수용 능력을 가지고 있는 경기장이다.

## WNBA경기
| 날짜            | 팀1           | 스코어  | 팀2           |
| --------------- | ------------- | ------- | ------------- |
| 2025년 6월 7일  | 인디애나 피버 | 79 - 52 | 시카고 스카이 |
| 2025년 7월 27일 | 인디애나 피버 | 93 - 78 | 시카고 스카이 |

| NBA 올스타전 개최 경기장 |                        |                   |
| 2019년                   | 2020년 유나이티드 센터 | 2021년            |
| 스펙트럼 센터            | 2020년 유나이티드 센터 | 스테이트팜 아레나 |
|                          |                        |                   |
|                          |                        |                   |